# Грефенгайн
Грефенгайн (нім. Gräfenhain) — громада в Німеччині, розташована в землі Тюрингія. Входить до складу району Гота.
Площа — 19,39 км2. Населення становить Невірний параметр metadata 16 067 032 осіб. (станом на 31 грудня 2021).